# Parcul Național Tsitsikamma
Parcul Național Tsitsikamma este o arie protejată din provincia Oos-Kaap, Africa de Sud.